# Tamana
Tamana (Japans: 玉名市, Tamana-shi) is een Japanse stad in de prefectuur Kumamoto. In 2014 telde de stad 67.568 inwoners.

## Geschiedenis
Op 1 april 1954 kreeg Tamana  het statuut van stad (shi). In 2005 werden de gemeenten Taimei (岱明町), Tensui (天水町) en Yokoshima (横島町) toegevoegd aan de stad.
Steden:
Amakusa · Arao · Aso · Hitoyoshi · Kami-Amakusa · Kikuchi · Koshi · Kumamoto (hoofdstad) · Minamata · Tamana · Uki · Uto · Yamaga · Yatsushiro

Districten:
Amakusa · Ashikita · Aso · Kamimashiki · Kikuchi · Kuma · Shimomashiki · Tamana · Yatsushiro
Gemeenten per district